# Classificació Bringhurst
La Classificació tipogràfica Bringhurst va ser realitzada el 1992, és principalment de caràcter historicista i s'inspira en diferents estils artístics, que van des del Renaixement fins al postmodernisme.

## Robert Bringhurst
Robert Bringhurst va néixer el 16 d'octubre de 1946 a Los Angeles, Califòrnia. Va estudiar arquitectura, lingüística i física en l'Institut Tecnològic de Massachusetts i posteriorment literatura comparativa i filosofia en la Universitat de Utah. 

És poeta, tipògraf i escriptor, va escriure The Elements of Typographic Style, una obra de referència obligada sobre els tipus de lletra, glifs i la disposició geomètrica i visual del tipus. També ha traduït a l'anglès obres de poesia èpica de la mitologia dels Haida (poble indígena del Canadà). Actualment resideix a Quadra Island, a prop de Campbell River, Columbia Britànica.

## Família tipogràfica
Una família tipogràfica un grup de signes escripturals que comparteixen trets de disseny comuns, conformant tots ells una unitat tipogràfica. Els membres d'una família s'assemblen entre si, però també tenen trets propis.
Existeixen multituds de famílies tipogràfiques, algunes d'elles tenen més de cinc-cents anys, altres van sorgir en l'explosió creativa dels segles XIX i XX, altres són el resultat de l'aplicació dels ordinadors a la impremta i al disseny gràfic digital i altres han estat creades explícitament per la seva presentació a la pantalla dels ordinadors, impulsades en gran part per la web.
Unes i altres conviuen i són utilitzades sense establir diferències de temps, pel que és necessari establir una classificació ens permeti agrupar aquelles fonts que tinguin característiques semblants.
Hi ha hagut molts intents d'intentar agrupar les formes tipogràfiques en conjunts que reuneixin certes condicions d'igualtat, generalment basats en la data de creació, en els vessants artístics que els van influenciar o en criteris morfològics.

## Classificació de Bringhurst
Aquesta classificació divideix les famílies tipogràfiques en 8 grups, depenent de les següents característiques.

### Renaixentistes

Mostra de tipografia Centaur i Garamond

Les lletres romanes renaixentistes van ser desenvolupades pels erudits i escribes del nord d'Itàlia del segle XIV i xv. La transformació des de la cal·ligrafia va començar el 1465 a Itàlia i va durar més d'un segle.
- Traçat modulat i suau.
- Eix humanista és de tipus oblic.
- Altura de X modesta.
- Remats són fins, ja que deriven de la ploma cal·ligràfica.
- Grans obertures.
- Tenen astes verticals.
- Anells gairebé circulars.
- Contrast modest.

Com a exemples destaquen: Centaur, Bembo i Garamond.

### Barroques

Mostra de tipografia Janson

En el segle xviii els tipògrafs van començar a barrejar en la mateixa línia els tipus romans i itàlics. Les formes barroques semblen més modelades i més allunyades de l'escriptura manual que les formes renaixentistes. Es van utilitzar a Europa durant el segle xvii, van prosseguir en part del segle xviii i es van reutilitzar en el segle xix. De vegades les lletres desenvolupen un eix vertical secundari, però l'eix primari del traçat de la ploma és normalment oblic.
- El traçat, els serifs i els acabaments són modulats.
- El seu eix és variable.
- la itàlica és suplementària de la romana.
- Les obertures són moderades.

Com a exemples hi ha: Simoncini, Monotype Garamond, Janson i Caslon.

### Neoclàssiques

Mostra de tipografia Baskerville

Són del segle xviii. La primera d'elles és Roman du Roi, creada a França al voltant de 1690, són belles amb formes tranquil·les, reflex de l'era racionalista:
- Tenen un contrast i obertura moderat.
- Tenen un traç modulat.
- Un eix racionalista (vertical).
- Els remats tenen forma de llàgrima.
- La inclinació itàlica és normalment uniforme.

Un exemple és: Baskerville.

### Realistes

Mostra de tipografia Franklin Gothic

Les podem trobar en el segle xix i a principis del segle xx. Tenen les mateixes formes bàsiques que les lletres neoclàssiques i romàntiques.
- Tenen serifs pesats o no en tenen i d'igual pes que en els traçats principals.
- El seu traç és uniforme en el pes, no té modulació.
- L'obertura és minúscula.
- No es fan servir versaletes ni ornaments.
- Tenen eix vertical.
- No hi ha itàliques o són canviades per les romanes obliqües.

Exemples d'aquesta família són: Franklin Gothic i Helvetica.

### Romàntiques
Les podem trobar en el segle xviii i el segle xix.

Mostra de tipografia Bodoni

Aquesta família tipogràfica sembla més dibuixada que escrita, estan fetes com si s'haguessin traçat amb ploma, permetent que el traç canviï de prim a gruixut. El contrast dramàtic és essencial pels tipus romàntics.
- Tenen un alt contrast.
- Els serifs abruptament prims.
- Els remats són arrodonits.
- Les obertures són petites.
- L'eix principal normalment és vertical i l'eix secundari és oblic.

Destaquen Bodoni, Didot, Bulmer i Berthold Walbaum.

### Modernes geomètriques

Mostra de tipografia Futura i Memphis

Apareixen en el segle xx, el seu aspecte es deu a formes matemàtiques com el cercle i la línia.
- Els serifs i els traçats principals són iguals en el seu pes.
- El seu traç no té modulació, però freqüentment és més subtil del que sembla a primera vista.
- Tenen una obertura moderada.
- Els seus anells quasi sempre són circulars (sense eix).
- No solen haver-hi itàliques o normalment són substituïdes per les romanes obliqües.

Exemples:  Futura i  Memphis

### Modernes líriques

Mostra de tipografia Palatino

Daten del segle xx, són producte del redescobriment de les formes renaixentistes.
- El traç és modulat.
- L'eix és del tipus humanista.
- Els remats són fins.
- Els serifs són derivats de la ploma cal·ligràfica.
- La itàlica està parcialment basada en la romana.

En aquest grup podem trobar: Palatino, Dante i Pontifex.

### Postmodernes

Mostra de tipografia Esprit i Nofret

Són de finals del segle xx, són el resultat de reciclar i revisar les formes Neoclàssiques, Romàntiques i Premodernes. Són normalment paròdies de les fonts Neoclàssiques i Romàntiques
- Tenen eix racionalista.
- Els serifs i remats són bruscament modelats.
- L'obertura és moderada.

Exemples: Esprit i Nofret